# Archivio storico lodigiano
Archivio storico lodigiano è un periodico italiano che tratta la storia di Lodi e del suo territorio. È organo ufficiale della Società storica lodigiana.

## Storia
Il periodico, inizialmente denominato Archivio Storico per la Città e Comuni del Circondario di Lodi, venne fondato nel 1881 su iniziativa di Don Andrea Timolati, bibliotecario comunale.
Nel 1952 assunse la nuova denominazione di Archivio Storico Lodigiano, divenendo a partire dal 1976 organo ufficiale della Società storica lodigiana.

## Direttori
- 1881-1893 Andrea Timolati
- 1893-1926 Giovanni Agnelli
- 1926-1949 Giovanni Baroni
- 1949-1952 Luigi Salamina
- 1952-1957 Luigi Cremascoli
- 1957-1962 Luigi Oliva
- 1962-2017 Luigi Samarati
- dal 2017 Ferruccio Pallavera[1]

## IQuaderni di Studi Lodigiani
Dal 1983, la Società storica lodigiana pubblica anche dei volumi speciali, denominati Quaderni di Studi Lodigiani, che trattano approfonditamente dei singoli argomenti.